# Trung Thành, Vĩnh Long
Trung Thành là một xã thuộc tỉnh Vĩnh Long, Việt Nam.

## Địa lý
Xã Trung Thành có vị trí địa lý:
- Phía đông giáp xã Trung Ngãi.
- Phía tây giáp xã Hiếu Phụng.
- Phía bắc giáp xã Trung Hiệp và Quới An.

Xã Trung Thành có diện tích 35,88 km², dân số năm 2025 là 35.593 người, mật độ dân số đạt 992 người/km².

## Hành chính
Xã Trung Thành được chia thành 18 ấp: An Điền 1, An Điền 2, An Lạc Đông, An Lạc Tây, An Nhơn, An Thành Đông, An Thành Tây, An Trung, Bình Thành, Bình Trung, Phong Thới, Phước Lộc, Rạch Trúc, Trung Tín, Trung Trạch, Xuân Lộc, Xuân Minh I, Xuân Minh II và Khóm 1, khóm 2.

## Lịch sử
Ngày 6 tháng 12 năm 2019, Hội đồng Nhân dân tỉnh Vĩnh Long ban hành Nghị quyết 228/NQ-HĐND về việc:
- Sáp nhập toàn bộ ấp Trung Xuân vào ấp Xuân Minh 1
- Sáp nhập ấp Tân Xuân vào toàn bộ ấp Xuân Minh 2.

Ngày 16 tháng 6 năm 2025, Ủy ban Thường vụ Quốc hội ban hành Nghị quyết số 1687/NQ-UBTVQH15 về việc sắp xếp các đơn vị hành chính cấp xã của tỉnh Vĩnh Long năm 2025. Theo đó, sắp xếp toàn bộ diện tích tự nhiên, quy mô dân số của thị trấn Vũng Liêm và các xã Trung Thành, Trung Hiếu thành xã mới có tên gọi là xã Trung Thành.
Sau khi sáp nhập, xã Trung Thành có 35,88 km² diện tích tự nhiên và dân số 35.593 người.